# On Tape
„On tape“ ist eine interaktive Musik-Fernsehsendung von ZDFkultur. Sie entsteht in Zusammenarbeit mit tape.tv in Berlin-Weißensee. Produziert wurde die Sendung von Studio.TV.Film. Produzent war Norbert Busè.

## Konzept
Moderator Rainer Maria Jilg begrüßt einmal im Monat einen Künstler oder eine Band in Berlin im tape.tv Studio #1, einer ehemaligen Werkstatt, die zu einem kleinen Club umfunktioniert wurde. Die Sendung war 2011 noch 45 Minuten lang, seit Februar 2012 dauert sie 60 Minuten. Sie besteht größtenteils aus einem Konzert der Gäste. Hinzu kommen Gespräche mit dem Moderator und den Zuschauern.
Die Sendungen werden einen Tag vor der Fernsehausstrahlung live ins Internet gestreamt. Dort können Zuschauer im Chat Fragen an die Künstler schreiben und sich auch via webcam beim sogenannten Taperoulette (siehe Chatroulette) direkt in die Sendung einbringen.
Ein weiterer Bestandteil ist die „on tape-Hausband“, eine Showband, die aus prominenten Musikern der Bands „Unimportant People“ und „Band of the week“ (Tent, Juli, Madsen, Virginia Jetzt!) besteht. Sänger Alex Eß fungiert zudem als Sidekick.
Die Sendung wird mehrmals auf ZDFkultur und 3sat ausgestrahlt. Zudem ist sie nach der Ausstrahlung online auf zdfkultur.de und tape.tv abrufbar.

## Gäste

### 2010
- WhoMadeWho (Pilotfolge, 30 Minuten auf 3sat)

### 2011
- Casper
- Bodi Bill
- Jupiter Jones
- The Subways
- The Wombats
- Clueso
- Kasabian
- Kool Savas
- „Best of 2011“, 90 Minuten, special guest: ¡Más Shake!

### 2012
- Kraftklub
- Sean Paul
- Flo Mega
- Blood Red Shoes
- The Hives
- Billy Talent
- Cro
- Max Herre
- Boys Noize
- Madsen
- Die Orsons
- „Best of 2012“, 90 Minuten mit Sizarr, Friska Viljor, Cro und Sido[8]

### 2013
- Foals[9]
- Callejon[10]
- Prinz Pi[11]
- MS MR[12]